# Koziivka, Obuhiv
Koziivka (în ucraineană Козіївка) este un sat în comuna Krasne Perșe din raionul Obuhiv, regiunea Kiev, Ucraina.

## Demografie
Componența lingvistică a localității Koziivka
     Ucraineană (95,73%)
     Rusă (3,42%)
     Alte limbi (0,85%)
Conform recensământului din 2001, majoritatea populației localității Koziivka era vorbitoare de ucraineană (95,73%), existând în minoritate și vorbitori de rusă (3,42%).